# 矮生紫背金盘
矮生紫背金盘（学名：Ajuga nipponensis var. pallescens）是唇形科筋骨草属紫背金盘的变种。分布于台湾岛、日本以及中国大陆的福建、江苏、四川、广东、浙江、陕西、云南、江西、广西、安徽、湖南等地，生长于海拔1,350米至3,300米的地区，多生在路旁、疏草坡上及干旱河边，目前尚未由人工引种栽培。